# Rudolf Blau
Rudolf Blau (* 15. Juni 1927 in Leutewitz) ist ein ehemaliger deutscher Offizier der Nationalen Volksarmee (NVA). Er war von 1954 bis 1963 Abgeordneter der Volkskammer der DDR.

## Leben
Der Sohn eines Arbeiters besuchte die Volksschule in Planitz und erlernte ab 1942 den Beruf des Landmaschinenschlossers. Er beantragte am 20. Februar 1944 die Aufnahme in die NSDAP und wurde zum 20. April desselben Jahres aufgenommen (Mitgliedsnummer 9.981.863). Er wurde zum Reichsarbeitsdienst (RAD), anschließend zum Kriegsdienst in die Wehrmacht eingezogen. 
Nach dem Krieg arbeitete er wieder als Schlosser, trat 1946 der Freien Deutschen Jugend (FDJ), 1947 dem Freien Deutschen Gewerkschaftsbundes (FDGB) und 1949 der Sozialistischen Einheitspartei Deutschlands (SED) bei und wurde ehrenamtlicher FDJ-Sekretär. Von 1949 bis 1952 arbeitete er als Schlosser und Werkstattleiter in der Maschinen-Traktoren-Station (MTS) Barnitz. 1951 besuchte er die SED-Kreisparteischule in Meißen und wurde Mitglied des Kreisvorstandes Meißen der Gewerkschaft Land und Forst. 
Im Mai 1952 gelangte durch das „FDJ-Aufgebot zum bewaffneten Schutz der Republik“ als Feldwebel zur Kasernierten Volkspolizei (KVP). 1956 wurde er als Leutnant in die Nationale Volksarmee übernommen. Als Politoffizier verrichtete er seinen Dienst in Torgelow-Spechtberg, Kreis Ueckermünde. 1958 wurde er zum Oberleutnant befördert.
Von 1954 bis 1963 war er als Mitglied der SED-Fraktion Abgeordneter der Volkskammer. Im August 1963 wurde Blau, inzwischen Hauptmann der NVA, vom Politbüro des ZK der SED nicht mehr als Kandidat für die Volkskammer bestätigt.

## Auszeichnungen
- 1950 Friedensmedaille der FDJ
- 1951 Ernst-Thälmann-Medaille
- 1957 Verdienstmedaille der Nationalen Volksarmee
- 1957 Medaille für treue Dienste in der Nationalen Volksarmee in Bronze